# Robert Winnicki

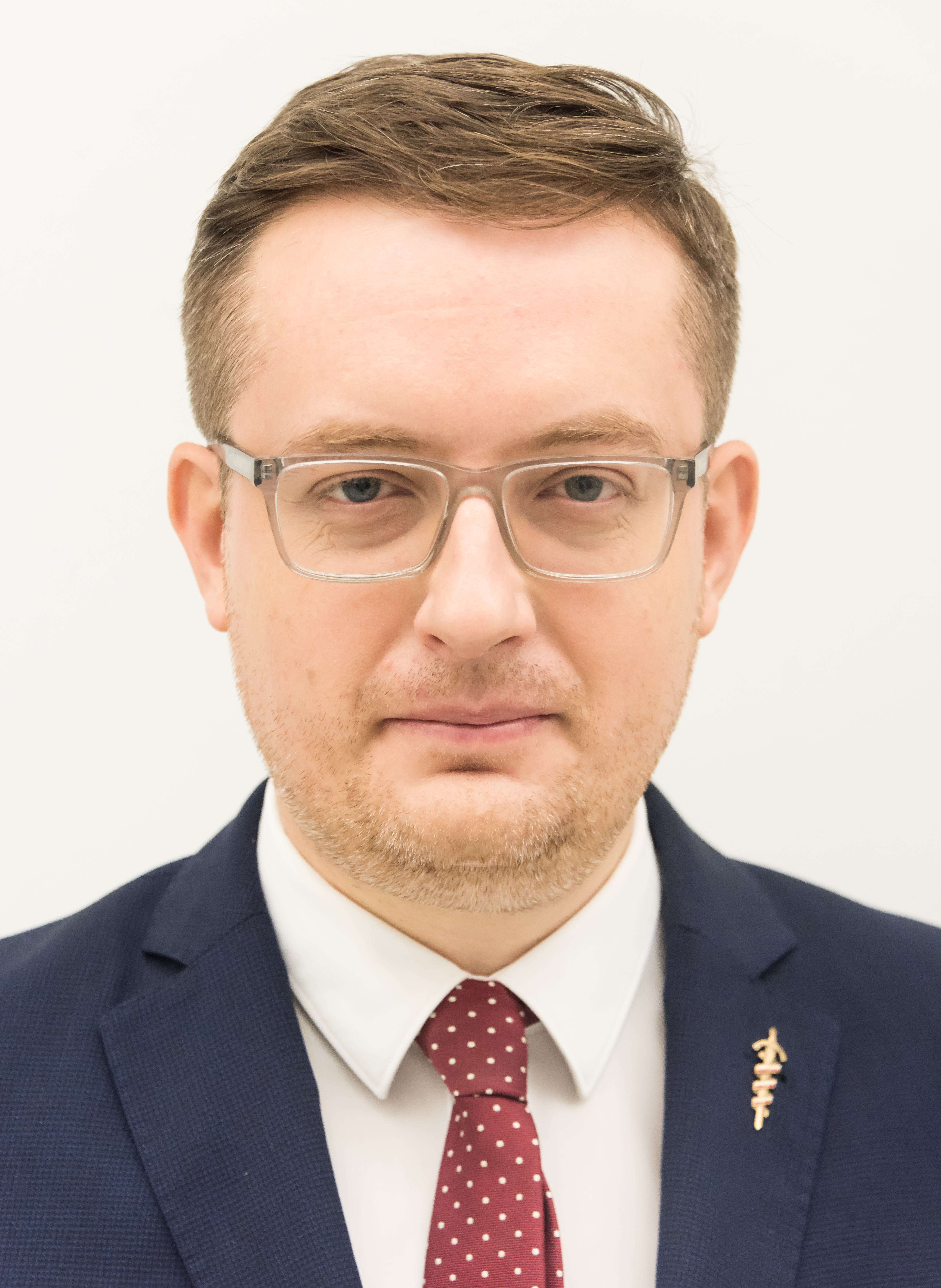
Robert Winnicki (2023)

Robert Artur Winnicki (* 18. Juli 1985 in Zgorzelec in der Wojewodschaft Niederschlesien) ist ein polnischer Politiker (LPR, RN, Konfederacja). Er gehörte von 2015 bis 2023 dem Sejm in der VIII. und IX. Wahlperiode an. Von 2014 bis 2023 war er Vorsitzender der Ruch Narodowy.

## Leben und Beruf
Nach dem Abitur im Gymnasium in Lubań studierte Winnicki, dessen Vorfahren aus den Kresy stammten, Politische Wissenschaften an der Universität Breslau. Er hat das Studium mehrmals unterbrochen, arbeitete dann  als Möbelverkäufer und beendete es nicht. Später arbeitete er als Geschäftsführer eines Hotels und als Journalist. Winnicki ist verheiratet und hat zwei Söhne.

## Politik
Er bewarb sich erfolglos bei den Sejmwahlen 2007 auf der Liste der Liga Polskich Rodzin. Von 14. März 2009 bis 13. April 2013 war er Vorsitzender der Allpolnischen Jugend, später wurde deren Ehrenvorsitzender.
Seit dem 10. Dezember 2014 wurde er Vorsitzender der neuentstandenen Ruch Narodowy (RN) und am 13. Juni 2015 auf den gleichen Posten wiedergewählt. Für diese bewarb er sich erfolglos bei der Europawahl 2014. Ebenfalls ohne Erfolg kandidierte er bei den Selbstverwaltungswahlen 2014 für den Sejmik der Woiwodschaft Niederschlesien und das Stadtpräsidentenamt von Breslau.
Bei den Parlamentswahlen 2015 bewarb er sich als RN-Mitglied auf der Liste der Kukiz’15-Bewegung im Liegnitzer Wahlkreis und erhielt mit 11 802 Wählerstimmen ein Mandat im Sejm. Im Sejm der 8. Legislaturperiode gehörte er zunächst der Kukiz'15-Fraktion an, die er im April 2016 verließ. Bei den Selbstverwaltungswahlen 2018 kandidierte er erneut erfolglos für den niederschlesischen Sejmik. Bei der Europawahl 2019 kandidierte er auf der Liste der Bündnispartei Konfederacja Wolność i Niepodległość (Konfederacja), an der sich die RN beteiligt, erhielt aber kein Mandat. Hingegen wurde er bei der Parlamentswahl 2019 für die Konfederacja erneut in den Sejm gewählt.
Im Mai 2023 verkündete er wegen Herzproblemen seinen Rücktritt als Parteivorsitzender des Ruch Narodowy und Chef des Wahlkampfstabes der Konföderation. Neuer Vorsitzender wurde der bisherige Vize-Vorsitzende Krzysztof Bosak, Stabschef Witold Tumanowicz. Er gab im Juli 2023 zudem bekannt, dass er zur Parlamentswahl 2023 nicht antreten werde. Seit Anfang 2025 tritt Winnicki wieder als politischer Kommentator auf.